# Françoise Scoffier
 (octobre 2017).
Si vous disposez d'ouvrages ou d'articles de référence ou si vous connaissez des sites web de qualité traitant du thème abordé ici, merci de compléter l'article en donnant les références utiles à sa vérifiabilité et en les liant à la section « Notes et références ».
Françoise Scoffier est un écrivain du Pays niçois.
Ses romans retracent différentes époques de l'histoire de la région.

## Principales publications
- La Cima (Serre, 1993) : roman, une histoire d'amour sous la Révolution française dans le moyen pays niçois.
- Le Lavoir (Serre, 1994) : Une histoire d'amour pendant la seconde guerre mondiale au Moulinet, dans le Haut Pays niçois.
- Jules Lascaris (Serre, 1995) : La vie romancée d'un aventurier niçois, descendant de l'une des plus anciennes familles du Comté.
- La Chambre vagabonde (Serre, 1996) : roman.
- La Cabane du Russe (Serre, 1998) : un déserteur russe en 1939 trouve refuge dans une bastide du Cap d'Antibes où habite une fillette avec sa grand-mère.
- Catherine Ségurane (Serre, 1999) : la femme qui sauva Nice.